# Ovula ovum
Ovula ovum (nomeada, em inglês, common egg cowrie, egg cowrie ou eggshell cowrie) é uma espécie de molusco gastrópode marinho pertencente à família Ovulidae. Foi classificada por Linnaeus, em 1758, na sua obra Systema Naturae. É nativa do Indo-Pacífico.

## Descrição da concha e hábitos
Concha oval e de coloração branca, sem mancha alguma. Superfície lisa, brilhantemente polida e sem espiral aparente, com área interior, visível através da abertura, de um laranja amarronzado escuro, ou púrpura. Chegam de 9 a até 12 centímetros, em suas maiores dimensões.

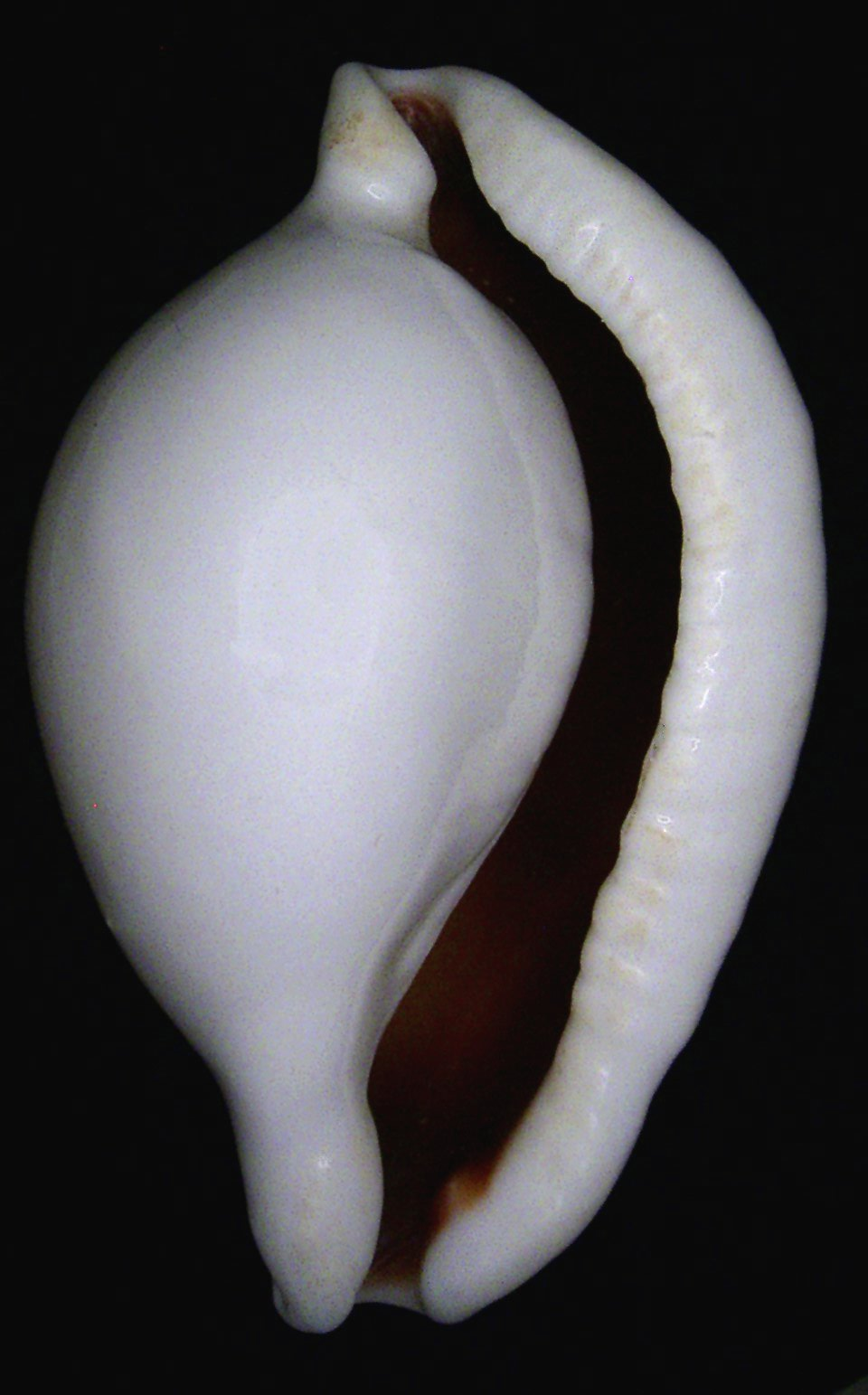
Concha de O. ovum vista por baixo.

É encontrada em águas rasas até uma profundidade de 20 metros, na zona de arrecifes, principalmente onde existam Octocorallia dos gêneros Sinularia e Sarcophyton, seu alimento, segundo Griffith (1995). Rudman (2003) também relatou que este gênero, Ovula, se alimenta de outros tipos de coral do tipo sólido.

## Descrição do animal e distribuição geográfica
O animal de Ovula ovum, em um espécime adulto, é negro com pequenas manchas brancas espalhadas. Normalmente o manto está totalmente estendido, escondendo completamente a sua concha. O indivíduo juvenil desta espécie possui grandes nódulos brancos, com a ponta em amarelo, sob a sua superfície, propiciando-lhe um mimetismo com moluscos Nudibranchia do gênero Phyllidia. Adulto e juvenil não possuem opérculo.
Esta espécie ocorre no Indo-Pacífico, indo de Madagáscar à Nova Zelândia, passando pelo Mar Vermelho e Filipinas e chegando ao sul do Japão (Kyushu) e ilhas Marshall.

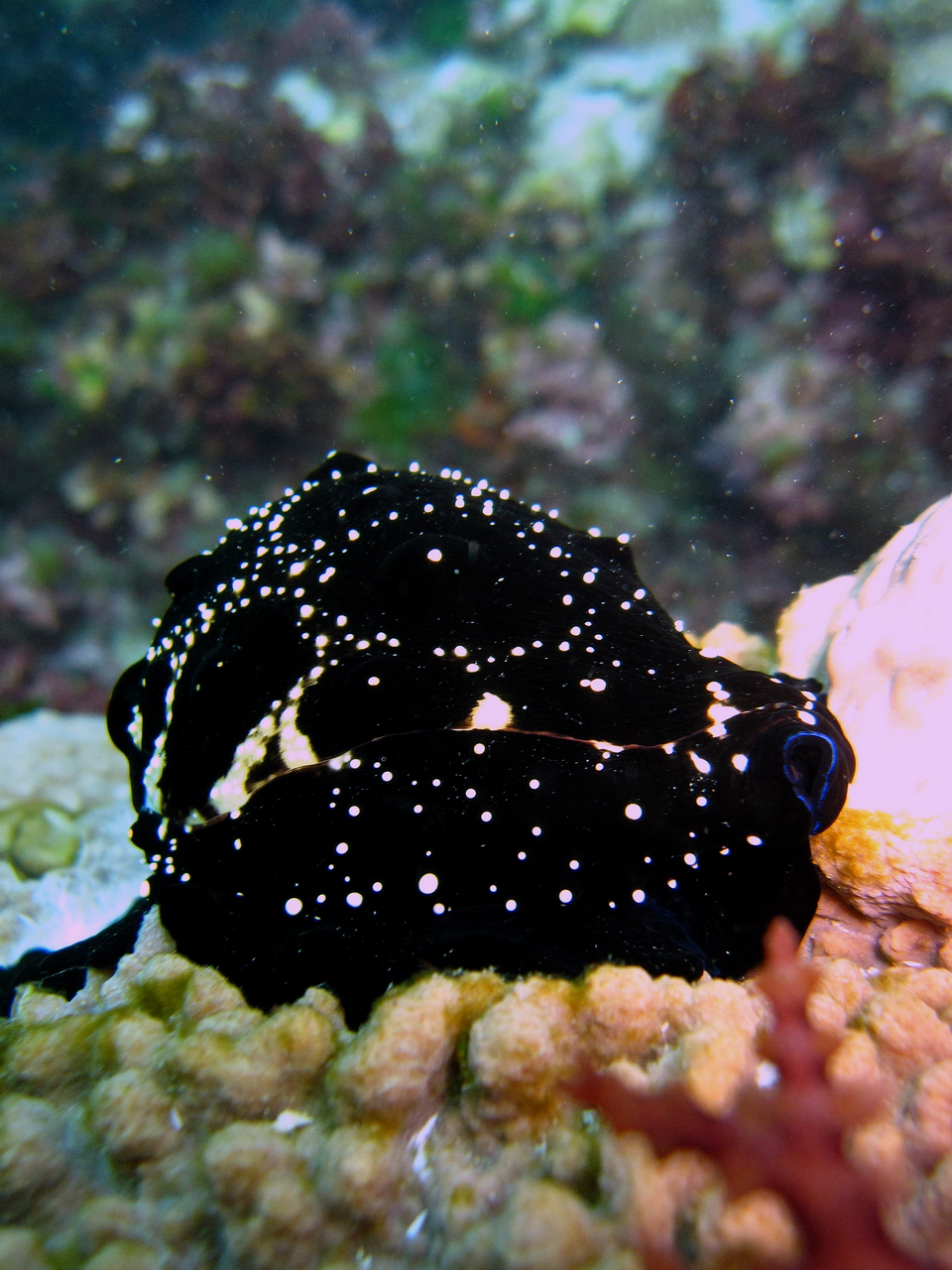
Indivíduo adulto de O. ovum, em seu habitat.

## Utilização deOvula ovumpelo Homem
De acordo com R, Tucker Abbott, conchas de Ovula ovum têm sido muito utilizadas pelos nativos como um amuleto ou encantamento. Nas ilhas do Almirantado elas eram utilizadas para a decoração de canoas, sendo fortemente atadas a elas. Outra utilização desta concha foi na proteção peniana dos habitantes locais em batalhas ou nas danças. A espiral interna era parcialmente escavada, com a glande e prepúcio espremidos dentro da fissura assim formada, segundo Richard Parkinson, que publicou o seu relato em 1907. Em Trobriand ela fez parte na decoração de utensílios para o braço, onde também se utilizam conchas de Conus millepunctatus.

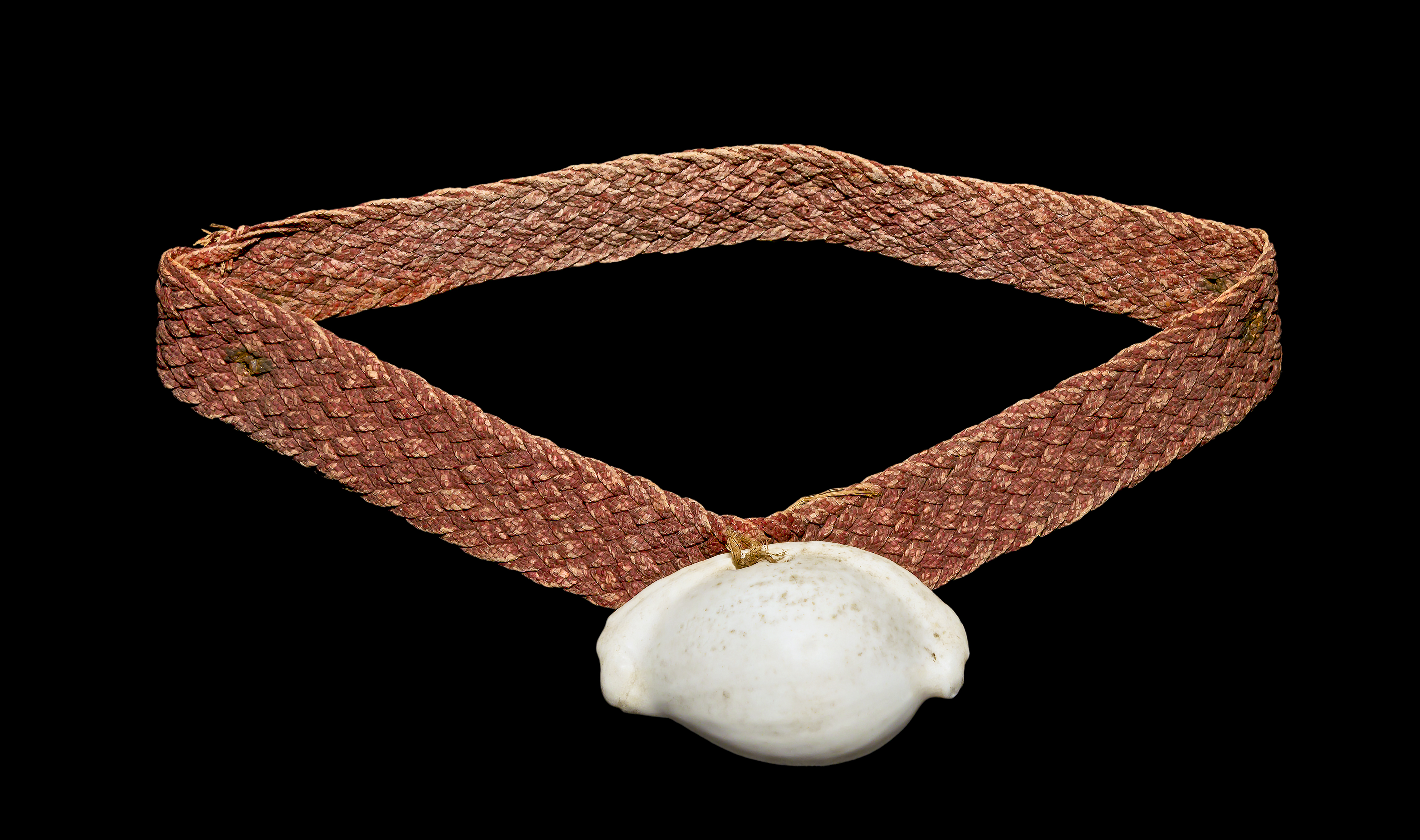
Trançado de tecido para a cabeça, utilizando uma concha de O. ovum. Ilhas Salomão (1838).